# Vasconcelos
Vasconcelos oder Vasconcellos ist ein portugiesischer Familienname.

## Namensträger

### Vasconcelos
- Aires de Ornelas e Vasconcelos (1837–1880), portugiesischer Geistlicher, Erzbischof von Goa
- António-Pedro Vasconcelos (1939–2024), portugiesischer Regisseur und Filmproduzent
- Augusto de Vasconcelos (1867–1951), portugiesischer Politiker
- Breno Henrique Vasconcelos Lopes (* 1996), brasilianischer Fußballspieler
- Carlos Carmelo de Vasconcelos Motta (1890–1982), brasilianischer Geistlicher, Erzbischof von Aparecida
- Carolina Michaëlis de Vasconcelos (1851–1925), deutsch-portugiesische Romanistin
- Catarina Vasconcelos (* 1986), portugiesische Filmregisseurin und Filmproduzentin
- Doroteo Vasconcelos Vides (1803–1883), Supremo Director von El Salvador
- Erasto Vasconcelos (1947–2016), brasilianischer Jazzperkussionist und -komponist
- Filipe Vasconcelos (* 1997), brasilianischer Fußballspieler
- Francisco de Vasconcelos (Bischof) († nach 1744), portugiesischer Kolonialadministrator und Geistlicher, Bischof von Cochin
- Francisco de Vasconcelos (Politiker) (* 1975), osttimoresischer Geistlicher und Politiker (PLP)
- Francisco de Vasconcelos da Cunha (um 1590–??), portugiesischer Kolonialadministrator
- Francisco de Assis Ferreira de Vasconcellos (* 1983), brasilianischer Groomer, Fernsehmoderator, Ausbilder und Seminarleiter
- Francisco Maria de Vasconcelos (* 1965), osttimoresischer Geistlicher und Präsidentenberater
- Gabriel Vasconcelos Ferreira (* 1992), brasilianischer Fußballspieler
- Jaguaré Bezerra de Vasconcelos (1905–1946), brasilianischer Fußballspieler
- Joana Vasconcelos (Künstlerin) (* 1971), portugiesische Künstlerin
- Joana Vasconcelos (Kanutin) (* 1991), portugiesische Kanutin
- Joaquim de Vasconcelos (1849–1936), portugiesischer Musik- und Kunstschriftsteller, Kritiker und Historiker
- José Vasconcelos (1882–1959), mexikanischer Politiker, Schriftsteller und Philosoph
- José Vasconcelos (Schauspieler) (1926–2011), brasilianischer Schauspieler
- José Leite de Vasconcelos (1858–1941), portugiesischer Romanist, Ethnograf und Dialektologe
- José Luiz Gomes de Vasconcelos (* 1963), brasilianischer Priester, Bischof von Guanhães
- José Maria Botelho de Vasconcelos (* 1950), angolanischer Politiker
- José Maria Vasconcelos (* 1956), osttimoresischer Politiker, Präsident 2012–2017, siehe Taur Matan Ruak
- José Mauro de Vasconcelos (1920–1984), brasilianischer Autor
- Luís de Vasconcelos e Sousa (Politiker, 1636) (1636–1720), Conde de Castelo Melhor, portugiesischer Politiker und Diplomat
- Luís de Vasconcelos e Sousa (Politiker, 1742) (1742–1809), Conde de Figueiró, portugiesischer Politiker und Kolonialverwalter, Vizekönig von Brasilien
- Luiz Carlos Vasconcelos (* 1954), brasilianischer Schauspieler
- Marco Vasconcelos (* 1971), portugiesischer Badmintonspieler
- Maria de Vasconcelos (Managerin) (* 1961), portugiesische Managerin
- Maria de Vasconcelos (Medizinerin) (* 1970), portugiesische Psychiaterin und Sängerin
- Maria de Vasconcelos (Schauspielerin) (* 1992), portugiesische Schauspielerin
- Marina de Vasconcelos (1912–1973), brasilianische Anthropologin
- Michele Vasconcelos (* 1994), US-amerikanische Fußballspielerin
- Mônica Vasconcelos (* 1966), brasilianische Sängerin
- Naná Vasconcelos (1944–2016), brasilianischer Jazzperkussionist
- Pedro Bacelar de Vasconcelos, portugiesischer Rechtswissenschaftler
- Raiane Vasconcelos (* 1997), brasilianische Siebenkämpferin
- Sebastião Vasconcelos († 2013), brasilianischer Schauspieler
- Teodomiro Leite de Vasconcelos (1944–1997), mosambikanischer Schriftsteller
- Wolmer Vasconcelos (1937–2021), brasilianischer Mathematiker, Algebraiker und Hochschullehrer

### Vasconcellos
- Andrés Vasconcellos Mathieu (* 1974), ecuadorianischer Schwimmer
- Felipe Mesquita de Vasconcellos, brasilianischer Paläontologe
- Félix César da Cunha Vasconcellos (1904–1972), brasilianischer Ordensgeistlicher, Erzbischof von Ribeirão Preto
- John Vasconcellos (1932–2014), US-amerikanischer Politiker
- Jorge Ferreira de Vasconcellos (um 1515–1585), portugiesischer Dramatiker und Autor
- Josefina de Vasconcellos (1904–2005), britische Bildhauerin
- Lucile Vasconcellos Langhanke (1906–1987), US-amerikanische Schauspielerin, siehe Mary Astor
- Luis Mendez de Vasconcellos (1543–1623), portugiesischer Großmeister des Malteserordens
- Sterling Vasconcellos (* 2005), fidschianischer Fußballspieler